# Zagrebačka banka
Zagrebačka banka (Загребачка банка, Загребский банк) — крупнейший банк Хорватии. Дочерний банк финансовой корпорации UniCredit. Первый из хорватских банков, который был полностью приватизирован в 1989 году и первый из хорватских банков, вышедших с листингом на биржу (Загребская фондовая биржа, 1995 год). Одна из 25 компаний, включённых в ключевой хорватский фондовый индекс CROBEX.
Банк был основан в 1914 году под именем Gradska štedionica (городской сберегательный банк) властями Загреба. Главной задачей банка первоначально служило финансирование городских общественных предприятий и организаций. Через два года после своего основания банк начал финансировать Загребскую трамвайную компанию (ZET), осуществлявшую строительство трамвайной сети в городе, а также поддерживать кредитами другие инфраструктурные проекты.
После Второй мировой войны банк был переименован в Gradska štedionica Zagreb (городской сберегательный банк Загреба). После ряда реорганизаций в 1977 году банк был разделён на банк Zagrebačka banka, который сосредоточился на кредитовании предприятий и банк Gradska štedionica, оказывавшего финансовые услуги физическим лицам. В 1980 году они вновь объединились, но уже под именем Zagrebačka banka. Банк стал первым акционерным, а не государственным банком в СФРЮ.
В 2002 году Zagrebačka banka был приобретён итальянской финансовой корпорацией UniCredit. В настоящее время крупнейший банк страны, занимает 25% сектора банковских услуг страны. Услугами банка пользуются 80 000 юридических и более 1,1 миллиона физических лиц.